# Lago Turkana
El lago Turkana (antiguamente conocido como lago Rudolf o en versión española, lago Rodolfo) es un lago en el valle del Gran Rift en Kenia que, en su extremo norte, llega a penetrar en Etiopía.
Aunque el lago se ha utilizado comúnmente -y en cierta medida aún se utiliza- como agua potable, su salinidad (ligeramente salobre) y sus elevadísimos niveles de fluoruro (mucho más altos que en el agua fluorada) lo hacen generalmente inadecuado, y también ha sido fuente de enfermedades propagadas por agua contaminada. Cada vez más, las comunidades de las orillas del lago dependen de manantiales subterráneos para obtener agua potable. Las mismas características que lo hacen inadecuado para beber limitan su uso en regadío. El clima es cálido y muy seco.
Las rocas de los alrededores son predominantemente Volcánicas. La Isla Central es un volcán activo que emite vapor. Los afloramientos y las costas rocosas se encuentran en las orillas este y sur del lago, mientras que las dunas, los espolones y las llanuras están al oeste y al norte, a menor altitud.

## Características
El lago tiene una superficie de 6 405 km², que lo convierte en el mayor lago permanente del mundo de los situados en un entorno desértico. Es también el mayor lago alcalino del mundo.
El entorno es cálido y muy seco. Las características geológicas de la zona son predominantemente volcánicas, y la brisa producida por el lago puede llegar a ser muy fuerte, ya que el lago se calienta y enfría mucho más lentamente que la tierra. Tres ríos, el Omo, el Turkwel y el Kerio, desembocan en el lago, que solo pierde agua por evaporación. A pesar de esto, el nivel de las aguas descendió 10 m entre 1975 y 1993.

## Historia
El lago fue bautizado como "Rudolf" en honor al Archiduque Rodolfo de Habsburgo por el conde Sámuel Teleki y por el teniente Ludwig von Höhnel en 1888. Fue renombrado Turkana en 1975. La zona se ha mantenido bien conservada gracias a su aislamiento, puesto que el viaje en automóvil desde Nairobi tarda tres días y recibe muy pocos visitantes extranjeros. La población local pertenece, sobre todo, a las etnias gabra, rendille y turkana. Una de las principales localidades junto al lago es El Molo.

## Geología

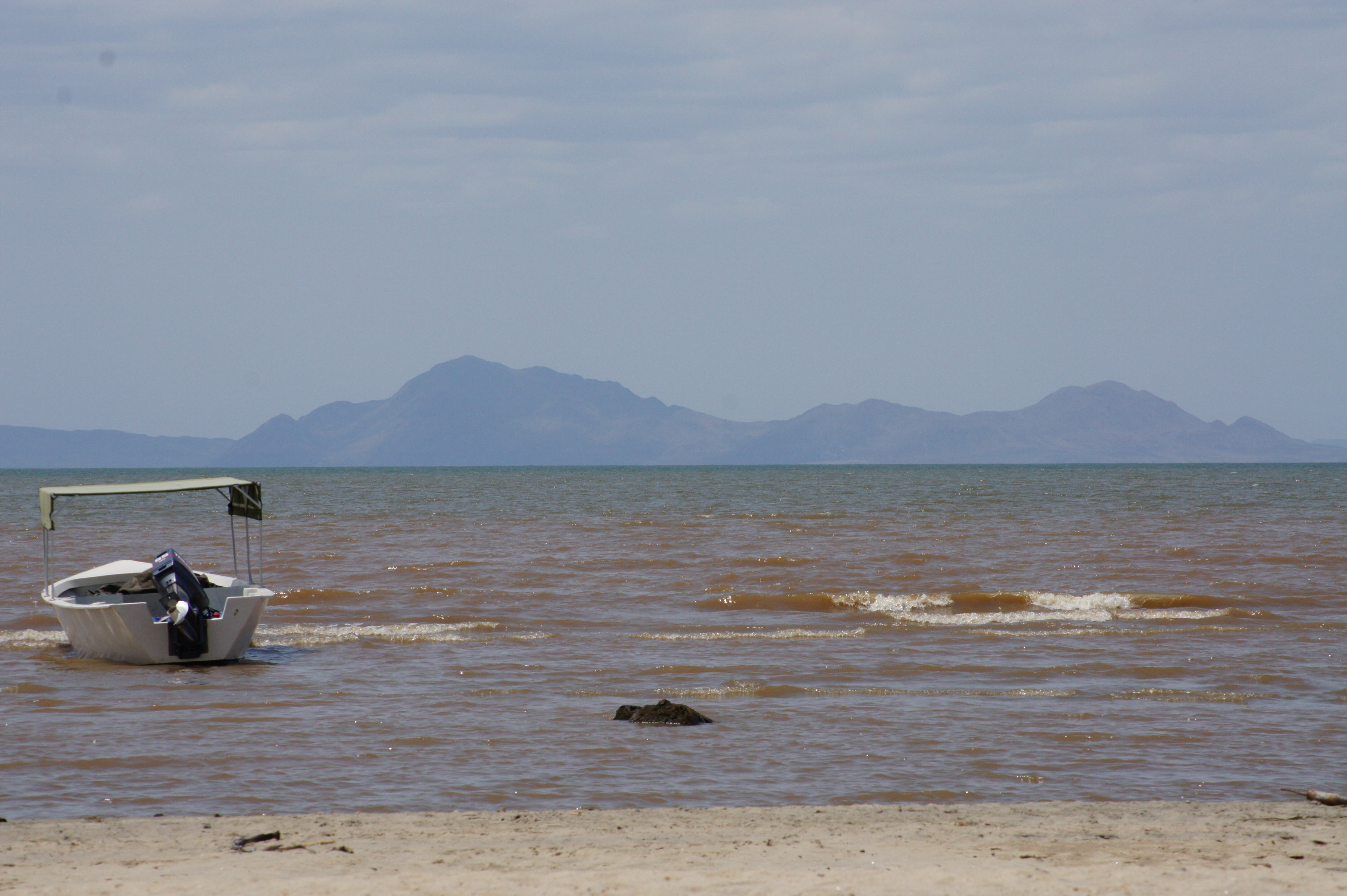
Vista del lago Turkana con las formaciones de Koobi Fora al fondo.

El lago Turkana es un Rift de África Oriental. Un rift es un lugar débil en la corteza terrestre debido a la separación de dos placas tectónicas, a menudo acompañado de un graben, o depresión, en el que puede acumularse el agua de un lago. La grieta comenzó cuando África Oriental, impulsada por las corrientes del manto, comenzaron a separarse del resto de África, desplazándose hacia el noreste. En la actualidad, la fosa tiene 320 km de ancho al norte del lago y 170 km al sur. Esta grieta es una de dos y se denomina Gran Grieta o Grieta Oriental. Hay otra al oeste, la Falla Occidental.
El lago Turkana es una característica única del paisaje de África Oriental. Además de ser un lago desértico permanente, es el único que retiene las aguas procedentes de dos cuencas separadas del Nilo. La cuenca de drenaje del lago Turkana extrae sus aguas principalmente de las Tierras Altas de Kenia y las Tierras Altas de Etiopía.
Las rocas del basamento de la región han sido datadas por dos determinaciones analíticas en 522 y 510 millones de años (mya). En esa época no se vislumbraba ningún rift. La actividad volcánica a través de la corteza debilitada indica la existencia de una grieta. La actividad volcánica más antigua de la región se produjo en las colinas de Nabwal, al noreste de Turkana, y está datada en 34,8 millones de años a finales del Eoceno.
Las características tectónicas visibles de la región resultan de extensas extrusiones de basalto sobre la cuenca Turkana-Omo en la ventana 4.18–3.99 mya. Estos se llaman Basaltos del Grupo Gombe. Se subdividen en los basaltos de Mursi y los basaltos de Gombi.
Los dos últimos basaltos se identifican como los afloramientos que forman las montañas rocosas y las tierras baldías alrededor del lago. En la porción Omo de la cuenca, de los basaltos Mursi, la Formación Mursi está en el lado oeste del Omo, Nkalabong en el Omo y Usno y Shungura al este del Omo. Probablemente las formaciones más conocidas son los Koobi Fora en el lado este de Turkana y los Nachukui en el oeste.
Las fluctuaciones a corto plazo en el nivel del lago combinadas con las cenizas volcánicas que se arrojan periódicamente sobre la región han dado como resultado una capa fortuita de la cubierta del suelo sobre las rocas basales. Estos horizontes se pueden fechar con mayor precisión mediante el análisis químico de la toba. Como se cree que esta región fue un nido evolutivo de hominins, las fechas son importantes para generar una matriz diacrónica de fósiles, tanto hominoide como no hominoide, es decir, tanto "simio (incluye homínidos)" como "no simio". Se han excavado muchas millas.
En la cuenca del Turkana son visibles terrazas que representan antiguas orillas. La más alta se encuentra a 100 m sobre la superficie del lago (sólo aproximado, ya que el nivel del lago fluctúa), lo que ocurrió hace unos 9500 años, a finales del Pleistoceno como parte del período húmedo africano. La teoría general es que Turkana formaba parte del sistema del Alto Nilo en aquella época, conectando con el lago Baringo en el extremo sur y el Nilo Blanco en el norte, y que los ajustes volcánicos del terreno cortaron la conexión. Tal hipótesis explica las especies del Nilo en el lago, como los cocodrilos y la perca del Nilo. Hace aproximadamente 9000, 6000 y 5000 años también se produjeron altos niveles de agua, seguidos cada uno de ellos por descensos del nivel del lago de más de 40 m en menos de 200 años.  Se cree que los cambios en la posición de la frontera aérea del Congo afectaron a la capacidad de la humedad del océano Atlántico para llegar al este de África, que influyó profundamente en el nivel del lago Turkana y las masas de agua adyacentes.
Cerca del lago Turkana se encuentra el yacimiento arqueoastronómico Namoratunga que ha sido datado hacia el año 300 a. C.

## Fauna
Entre la fauna del lago Turkana, a veces llamado el mar de Jade, aparecen las percas del Nilo y peces del género Tilapia. El lago tuvo en el pasado la mayor población de cocodrilos del Nilo, alrededor de catorce mil en la Isla Central. Su situación en una zona extremadamente árida convierte al lago Turkana en punto de paso obligado para numerosas aves migratorias. En el entorno del lago habitan leones, guepardos y jirafas junto a otras especies de mamíferos. Ya no hay elefantes ni rinocerontes, aunque parece que los hubo en el pasado, según la crónica del conde Teleki, que habría cazado ejemplares de estas especies. La zona del lago Turkana comprende tres áreas designadas como parques nacionales en Kenia. Estos parques forman parte de la lista del Patrimonio de la humanidad de la Unesco desde 1997.
| Código  | Nombre                        | Extensión   | Coordenadas                              |
| ------- | ----------------------------- | ----------- | ---------------------------------------- |
| 801-001 | Parque nacional de Sibiloi    | 157.085 ha. | 4°0′0″N 36°20′0″E / 4.00000, 36.33333    |
| 801-002 | Isla Central del lago Turkana | 500 ha.     | 3°29′30″N 36°04′00″E / 3.49167, 36.06667 |
| 801-003 | Isla Sur del lago Turkana     | 3.900 ha.   | 2°37′57″N 36°35′41″E / 2.63250, 36.59472 |

## Descubrimientos de homínidos
El paleoantropólogo Richard Leakey ha llevado a cabo diversas excavaciones paleontológicas en la zona que han proporcionado importantes restos de homínidos. Uno de ellos, el cráneo siglado como "KNM-ER 1470" (Kenia National Museum-East Rudolf 1470), de más de dos millones de años de edad, fue encontrado en 1972. En un principio se pensó que pertenecía a un Homo habilis, pero posteriormente y tomando como referencia este cráneo se definió una nueva especie, el Homo rudolfensis, que lleva el antiguo nombre del lago. 
En 1984, se descubrió el Turkana Boy ("muchacho de Turkana"), un esqueleto casi completo de un muchacho Homo ergaster de nueve años de edad. Más recientemente, en 1999, Meave Leakey ha descubierto en las proximidades del lago un cráneo de unos tres millones y medio de años de edad, con rasgos intermedios entre Australopithecus y Homo, que ha recibido el nombre de Kenyanthropus platyops, que significa "hombre de Kenia de rostro plano". 

## Descubrimientos de acuíferos
A mediados de septiembre de 2013, una compañía francesa de prospecciones subterráneas en busca de agua, descubrió al noroeste del lago varios acuíferos muy importantes. Se estima que existen varias bolsas de agua de gran calidad, que permite beberla directamente.

## Energía eólica
El consorcio de energía eólica del lago Turkana (Lake Turkana Wind Power LTWP) planea proporcionar 310 MW de energía a la red eléctrica nacional de Kenia aprovechando las condiciones únicas del viento alrededor del lago. El plan prevé 365 turbinas eólicas, cada una con una capacidad nominal de 850 kilovatios. En octubre de 2016 se habían instalado 155 turbinas y se espera que estén terminadas en 2017. Empezó a funcionar en 2018.